# Vysoká nad Uhom
Vysoká nad Uhom és un poble i municipi d'Eslovàquia. Es troba a la regió de Košice, a l'est del país.

## Història
La primera referència escrita de la vila data del 1214.

## Demografia
| Godina             | 1994 | 2004    | 2014   | 2024   |
| ------------------ | ---- | ------- | ------ | ------ |
| Nombre de persones | 926  | 796     | 811    | 744    |
| Diferència         |      | −14,03% | +1,88% | −8,26% |

| Godina             | 2023 | 2024   |
| ------------------ | ---- | ------ |
| Nombre de persones | 747  | 744    |
| Diferència         |      | −0,40% |